# Dipodillus
Dipodillus é um género de roedor da família Muridae.

## Espécies
- Dipodillus bottai Lataste, 1882
- Dipodillus campestris (Loche, 1867)
- Dipodillus dasyurus (Wagner, 1842)
- Dipodillus harwoodi Thomas, 1901
- Dipodillus jamesi Harrison, 1967
- Dipodillus lowei (Thomas & Hinton, 1923)
- Dipodillus mackilligini (Thomas, 1904)
- Dipodillus maghrebi Schlitter & Setzer, 1972
- Dipodillus rupicola Granjon, Aniskin, Volobouev & Sicard, 2002
- Dipodillus simoni Lataste, 1881
- Dipodillus somalicus (Thomas, 1910)
- Dipodillus stigmonyx Heuglin, 1877
- Dipodillus zakariai Cockrum, Vaughn & Vaughn, 1976